# Rodrigo Mendes
Rodrigo Mendes est un footballeur brésilien né le 9 août 1975.